# Шумков, Владимир Михайлович
Владимир Михайлович Шумков — советский хозяйственный и государственный деятель, лауреат Государственной премии СССР за выдающиеся достижения в труде.

## Биография
Родился в 1940 году в Челябинской области. Член КПСС.
Окончил курсы лесного хозяйства.
В 1962—2000 — рабочий лесозаготовок, оператор полуавтоматической линии по разделке хлыстов Отрадновского леспромхоза
Свердловского государственного объединения лесной промышленности «Свердлеспром» Министерства лесной и деревообрабатывающей промышленности СССР.
За совершенствование трудовых процессов, расширения зон обслуживания, совмещения профессий, внедрения передовых методов труда был в составе коллектива удостоен Государственной премии СССР за выдающиеся достижения в труде 1976 года.
Жил в Серове.

## Награды
- Орден Трудового Красного Знамени (1971)
- Орден Знак Почёта (1966, 1977)
- Орден Трудовой Славы II степени (1986)
- Орден Трудовой Славы III степени (1974)